# Boncourt (Eure-et-Loir)
Cet article possède des paronymes, voir Bacourt et Bécourt.
Pour les articles homonymes, voir Boncourt.
Boncourt est une commune française située dans le département d'Eure-et-Loir en région Centre-Val de Loire.

## Géographie

### Situation

Situation géographique
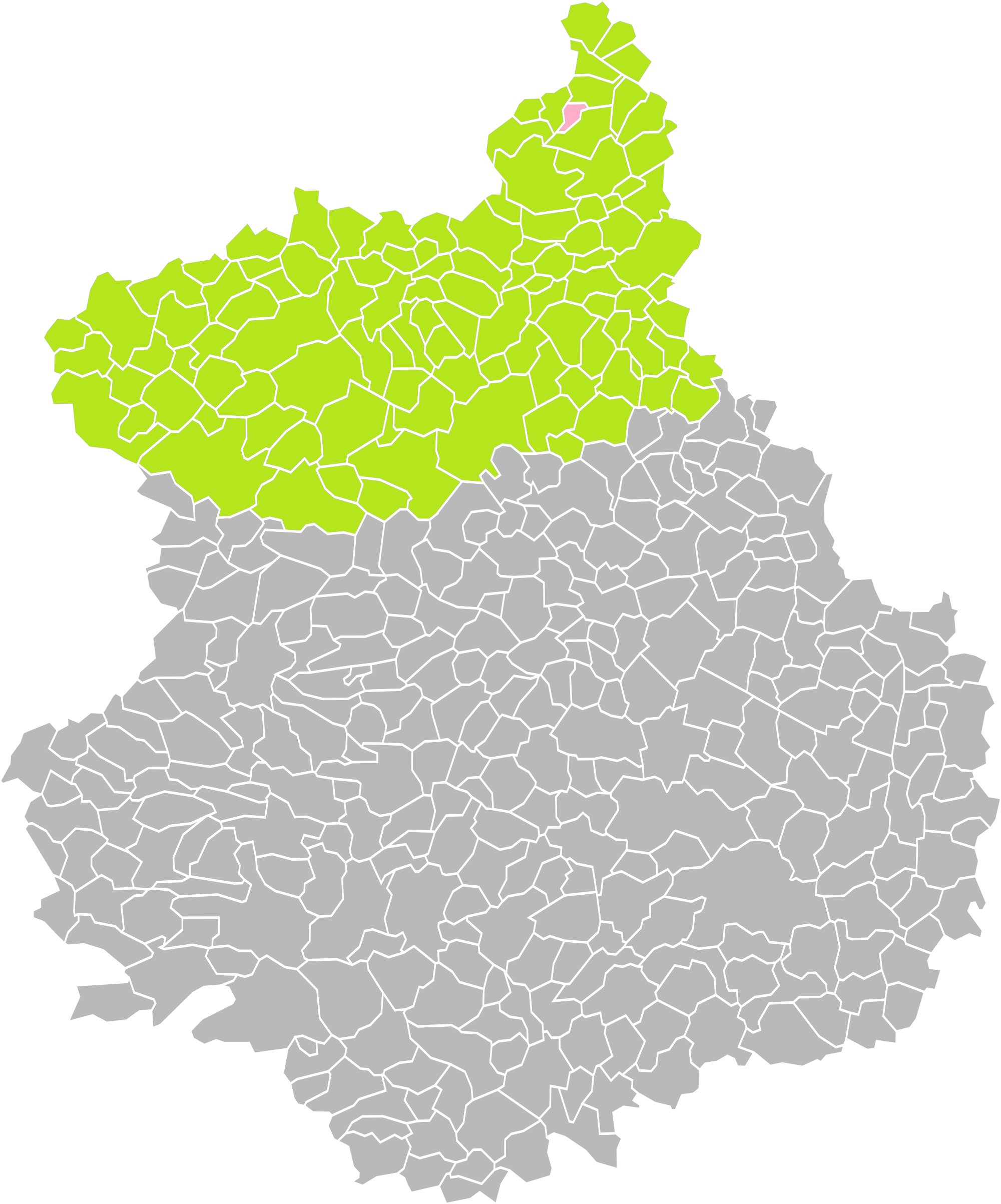
Boncourt dans son arrondissement.
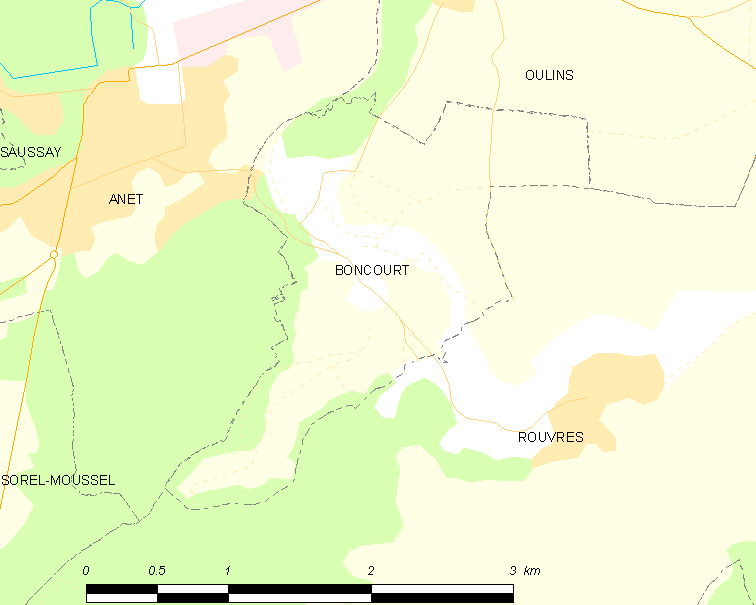
Carte de la commune de Boncourt.

La commune fait partie de la région naturelle et agricole du Drouais.

### Communes limitrophes
|      | Oulins   |         |
| Anet | Boncourt | Rouvres |
|      | Rouvres  |         |

### Hydrographie
La commune est traversée par la rivière la Vesgre, affluent de l'Eure en rive droite, sous-affluent du fleuve la Seine.

### Climat
Pour des articles plus généraux, voir Climat du Centre-Val de Loire et Climat d'Eure-et-Loir.
En 2010, le climat de la commune est de type climat océanique dégradé des plaines du Centre et du Nord, selon une étude du CNRS s'appuyant sur une série de données couvrant la période 1971-2000. En 2020, Météo-France publie une typologie des climats de la France métropolitaine dans laquelle la commune est exposée à un climat océanique et est dans la région climatique  Sud-ouest du bassin Parisien, caractérisée par une faible pluviométrie, notamment au printemps (120 à 150 mm) et un hiver froid (3,5 °C). 
Pour la période 1971-2000, la température annuelle moyenne est de 10,8 °C, avec une amplitude thermique annuelle de 14,6 °C. Le cumul annuel moyen de précipitations est de 618 mm, avec 10,6 jours de précipitations en janvier et 7,8 jours en juillet. Pour la période 1991-2020, la température moyenne annuelle observée sur la station météorologique de Météo-France la plus proche, « Bû_sapc », sur la commune de Bû à 6 km à vol d'oiseau, est de 11,4 °C et le cumul annuel moyen de précipitations est de 633,2 mm,. Pour l'avenir, les paramètres climatiques de la commune estimés pour 2050 selon différents scénarios d'émission de gaz à effet de serre sont consultables sur un site dédié publié par Météo-France en novembre 2022.

## Urbanisme

### Typologie
Au 1er janvier 2024, Boncourt est catégorisée commune rurale à habitat dispersé, selon la nouvelle grille communale de densité à 7 niveaux définie par l'Insee en 2022.
Elle appartient à l'unité urbaine d'Ézy-sur-Eure, une agglomération inter-régionale dont elle est une commune de la banlieue,. Par ailleurs la commune fait partie de l'aire d'attraction de Paris, dont elle est une commune de la couronne,. 

### Occupation des sols
L'occupation des sols de la commune, telle qu'elle ressort de la base de données européenne d’occupation biophysique des sols Corine Land Cover (CLC), est marquée par l'importance des territoires agricoles (74,9 % en 2018), en diminution par rapport à 1990 (76 %). La répartition détaillée en 2018 est la suivante : 
terres arables (64,4 %), forêts (15,1 %), prairies (10,5 %), zones urbanisées (10,1 %). L'évolution de l’occupation des sols de la commune et de ses infrastructures peut être observée sur les différentes représentations cartographiques du territoire : la carte de Cassini (XVIIIe siècle), la carte d'état-major (1820-1866) et les cartes ou photos aériennes de l'IGN pour la période actuelle (1950 à aujourd'hui).

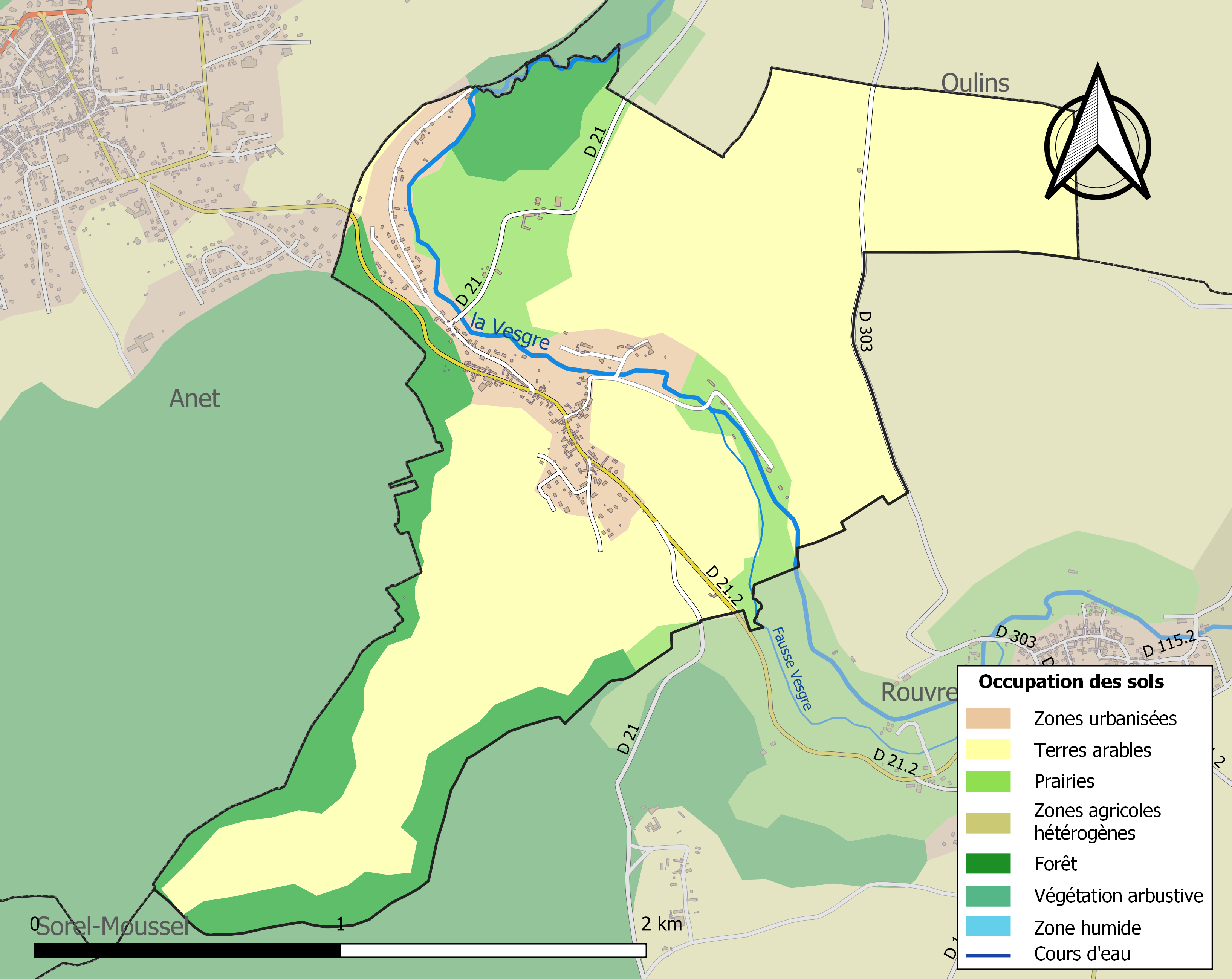
Carte des infrastructures et de l'occupation des sols de la commune en 2018 (CLC).

### Risques majeurs
Le territoire de la commune de Boncourt est vulnérable à différents aléas naturels : météorologiques (tempête, orage, neige, grand froid, canicule ou sécheresse), inondations, mouvements de terrains et séisme (sismicité très faible). Il est également exposé à un risque technologique, le transport de matières dangereuses. Un site publié par le BRGM permet d'évaluer simplement et rapidement les risques d'un bien localisé soit par son adresse soit par le numéro de sa parcelle.

#### Risques naturels
Certaines parties du territoire communal sont susceptibles d’être affectées par le risque d’inondation par débordement de cours d'eau et par ruissellement et coulée de boue, notamment la Vesgre. La commune a été reconnue en état de catastrophe naturelle au titre des dommages causés par les inondations et coulées de boue survenues en 1999, 2000, 2016 et 2018,.

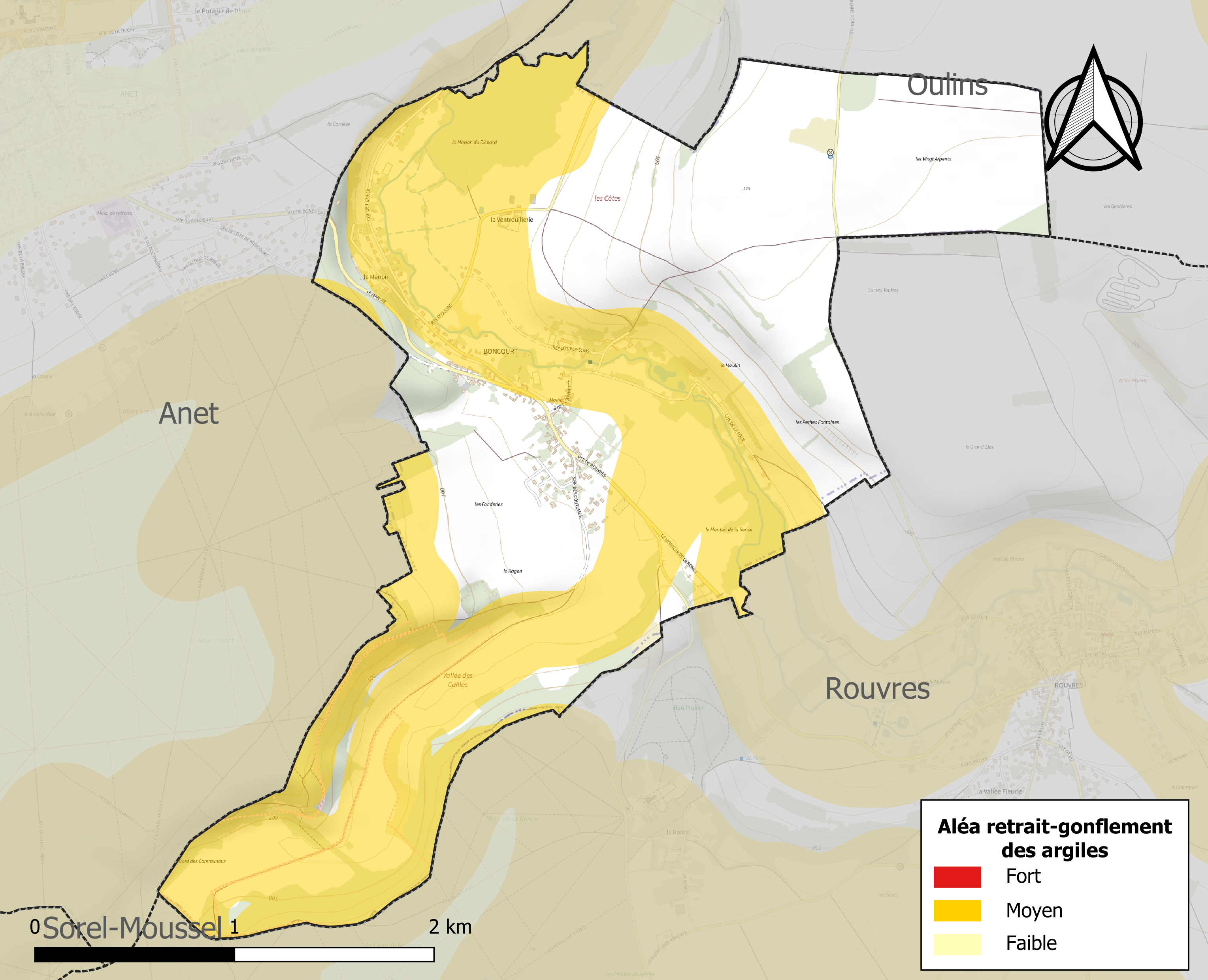
Carte des zones d'aléa retrait-gonflement des sols argileux de Boncourt.

Les mouvements de terrains susceptibles de se produire sur la commune sont des affaissements et effondrements liés aux cavités souterraines. L'inventaire national des cavités souterraines permet de localiser celles situées sur la commune.
Le retrait-gonflement des sols argileux est susceptible d'engendrer des dommages importants aux bâtiments en cas d’alternance de périodes de sécheresse et de pluie. 52,7 % de la superficie communale est en aléa moyen ou fort (52,8 % au niveau départemental et 48,5 % au niveau national). Sur les 152 bâtiments dénombrés sur la commune en 2019, 86 sont en aléa moyen ou fort, soit 57 %, à comparer aux 70 % au niveau départemental et 54 % au niveau national. Une cartographie de l'exposition du territoire national au retrait gonflement des sols argileux est disponible sur le site du BRGM,.
Concernant les mouvements de terrains, la commune a été reconnue en état de catastrophe naturelle au titre des dommages causés par des mouvements de terrain en 1999.

#### Risques technologiques
Le risque de transport de matières dangereuses sur la commune est lié à sa traversée par des infrastructures routières ou ferroviaires importantes ou la présence d'une canalisation de transport d'hydrocarbures. Un accident se produisant sur de telles infrastructures est en effet susceptible d’avoir des effets graves au bâti ou aux personnes jusqu’à 350 m, selon la nature du matériau transporté. Des dispositions d’urbanisme peuvent être préconisées en conséquence.

## Toponymie
Le nom de la localité est attesté sous les formes Boscus Cortis en 704, Boucuria vers 1250.
« Domaine du bois ». Avec le bas latin boscus (germanique *bosk, « buisson »).

## Histoire
D'après le Grand Dictionnaire Historique Moreri de 1694, texte intégral: « Ce village fut brûlé dans les quatre années qui ont précédé l'an 1670 par un feu extraordinaire dont on n'a pu découvrir ni la nature ni la cause. Il prit dans la plupart des maisons en divers temps, tantôt dans les chambres, tantôt dans les granges, tantôt dans les écuries, et quelquefois aux murailles et sur les fumiers. C'étoit une espèce de feu folet, qui alloit, venoit, et se joüoit sur toutes sortes de matières. Il étoit très-ardent & d'une couleur bleuâtre, & et il exaloit une puanteur assés grande. Ayant une fois pris à une maison qui étoit jointe à deux autres, il consuma la première et la dernière, sans toucher à celle du milieu. Avant l'incendie il y avoir bien quatre-vingt maisons dans le village, qui furent toutes brûlées à la réserve de deux ou trois. On a remarqué que pendant les quatre années que ce feu a paru, il étoit plus ardent sur la fin du mois d'août & vers le commencement de septembre; que quand le feu doit prendre, on apercevoir seulement quelques nuées rougeâtres dans l'air; & que ces années-là les terres rapportaient toutes sortes de fruits. Ce qu'il y a encore de particulier, est qu'environ quinze ou seize maisons qui ne sont qu'à cinquante pas du village, & qui composaient un hameau, furent exemptés de l'incendie, nonobstant la proximité. L'intendant de la généralité de Rouen en fit dresser en l'an 1670 un procès verbal qui fut certifié véritable par le lieutenant de Passy, et par un doyen rural du diocèse d'Evreux. »
Une série d'incendies causée par des émanations de méthane, probablement issu d'une grosse quantité de matières organiques en décomposition dans des terrains marécageux à proximité.

## Politique et administration

### Liste des maires
| Période   | Période  | Identité             | Étiquette | Qualité                         |
| --------- | -------- | -------------------- | --------- | ------------------------------- |
| mars 2014 | En cours | Jean-Claude Delanoe, |           | Contremaître, agent de maîtrise |

## Population et société

### Démographie
L'évolution du nombre d'habitants est connue à travers les recensements de la population effectués dans la commune depuis 1793. Pour les communes de moins de 10 000 habitants, une enquête de recensement portant sur toute la population est réalisée tous les cinq ans, les populations de référence des années intermédiaires étant quant à elles estimées par interpolation ou extrapolation. Pour la commune, le premier recensement exhaustif entrant dans le cadre du nouveau dispositif a été réalisé en 2004.

En 2022, la commune comptait 283 habitants, en évolution de +6,79 % par rapport à 2016 (Eure-et-Loir : −0,23 %, France hors Mayotte : +2,11 %).
| 1793 | 1800 | 1806 | 1821 | 1831 | 1836 | 1841 | 1846 | 1851 |
| ---- | ---- | ---- | ---- | ---- | ---- | ---- | ---- | ---- |
| 240  | 312  | 307  | 314  | 330  | 346  | 342  | 335  | 312  |

| 1856 | 1861 | 1866 | 1872 | 1876 | 1881 | 1886 | 1891 | 1896 |
| ---- | ---- | ---- | ---- | ---- | ---- | ---- | ---- | ---- |
| 295  | 313  | 289  | 298  | 312  | 270  | 269  | 258  | 250  |

| 1901 | 1906 | 1911 | 1921 | 1926 | 1931 | 1936 | 1946 | 1954 |
| ---- | ---- | ---- | ---- | ---- | ---- | ---- | ---- | ---- |
| 236  | 244  | 228  | 207  | 240  | 217  | 191  | 202  | 153  |

| 1962 | 1968 | 1975 | 1982 | 1990 | 1999 | 2004 | 2006 | 2009 |
| ---- | ---- | ---- | ---- | ---- | ---- | ---- | ---- | ---- |
| 136  | 132  | 145  | 124  | 191  | 239  | 255  | 264  | 280  |

| 2014 | 2019 | 2022 | - | - | - | - | - | - |
| ---- | ---- | ---- | - | - | - | - | - | - |
| 270  | 267  | 283  | - | - | - | - | - | - |

## Culture locale et patrimoine

### Lieux et monuments

#### Monuments

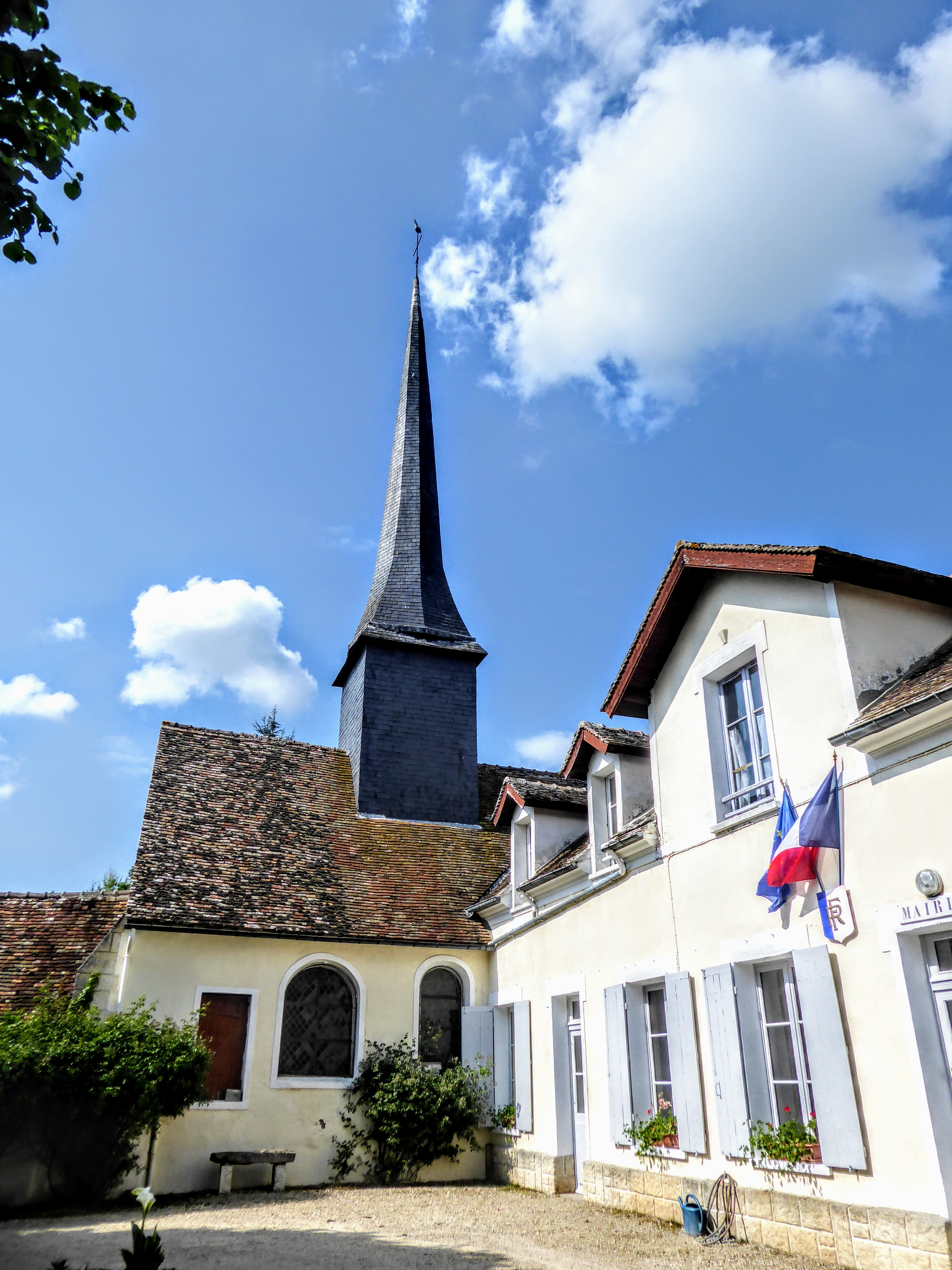
Église Saint-Martin et mairie de Boncourt.

- L'église Saint-Martin ;
- Le Dos d'Âne, XIIe siècle [précision nécessaire].

#### Patrimoine naturel

##### La forêt de Dreux
Sous l'appellation « forêt de Dreux », a été classée en 2004, comme forêt de protection, la forêt domaniale d'une superficie d'environ 3 917 hectares, s'étendant dans le nord du département d'Eure-et-Loir sur les huit communes d'Abondant, Anet, Boncourt, Bû, Montreuil, Rouvres, Saussay et Sorel-Moussel.

### Personnalités liées à la commune
- Anicée Alvina (1953-2006), chanteuse et comédienne irano-française, décédée à Boncourt ;
- Régine (1929-2022), chanteuse et propriétaire de boîtes de nuit, s'est mariée à Boncourt le samedi 6 décembre 1969.